# 波苏埃洛-德尔雷伊
波苏埃洛德尔雷，是西班牙马德里自治区的一个市镇。总面积31平方公里，总人口263人（2001年），人口密度8人/平方公里。